# Géraldine Katharina Knie
Géraldine Katharina Knie (* 19. Januar 1973) ist eine Schweizer Artistin und Zirkusdirektorin des Circus Knie. Seit 2019 leitet sie den Zirkus in siebter Generation, zusammen mit ihrem Mann Maycol Errani und ihrer Grosscousine Doris Knie. Als künstlerische Leiterin verantwortet sie die Shows des Zirkus mit jährlich wechselndem Programm.

## Leben
Géraldine Knie ist die Tochter von Marie-José Knie und Fredy Knie junior. Er führte den Circus Knie in sechster Generation. Schon mit drei Jahren stand Géraldine an der Seite ihres Vaters Fredy Knie junior in der Manege und zeigte ihre erste Pferdenummer. Nach einer Pause von acht Jahren trat sie 2019 wieder als Reiterin auf.
Die Leidenschaft für Pferde hat sie von ihrem Vater geerbt. «Horses forever», sagte sie in einem Interview. «Meine Gefühle für Pferde sind schwierig zu beschreiben. Es geht um Seelenverwandtschaft, höchstes Vertrauen und einfach ganz viel Liebe.»
Eine prägende Figur in Géraldines Leben war ihr Grossvater Fredy Knie senior. «Er war mein Idol», sagte sie in einem Interview. «Ich habe für alles Rat bei ihm geholt. Auch wenn ich als Teenager unglücklich verliebt war, trug ich das zu Grossvater. Zu meinen Lieblingserinnerungen gehören unsere gemeinsamen Reisen ans Zirkusfestival in Monte Carlo.»
Géraldine Knie ist Mutter von drei Kindern, die ebenfalls im Zirkus aktiv sind: geboren 2001, 2011 und 2017. Wie der Zirkus auf seiner Webseite schreibt, entscheiden die Kinder selbst, ob sie auftreten wollen oder nicht – und behält sich Programmänderungen vor.